# Dichroa yaoshanensis
Dichroa yaoshanensis är en hortensiaväxtart som beskrevs av Y.C. Wu. Dichroa yaoshanensis ingår i släktet Dichroa och familjen hortensiaväxter. Inga underarter finns listade i Catalogue of Life.